# Cameron (West Virginia)
Cameron is een plaats (city) in de Amerikaanse staat West Virginia, en valt bestuurlijk gezien onder Marshall County.

## Demografie
Bij de volkstelling in 2000 werd het aantal inwoners vastgesteld op 1212.
In 2006 is het aantal inwoners door het United States Census Bureau geschat op 1122, een daling van 90 (-7,4%).

## Geografie
Volgens het United States Census Bureau beslaat de plaats een oppervlakte van
2,3 km², geheel bestaande uit land. Cameron ligt op ongeveer 293 m boven zeeniveau.

## Plaatsen in de nabije omgeving
De onderstaande figuur toont nabijgelegen plaatsen in een straal van 24 km rond Cameron.